# Sportvagns-VM 1959
Sportvagns-VM 1959 vanns av Aston Martin.

## Delsegrare
| Bana         | Vinnare                                            | Märke        |
| ------------ | -------------------------------------------------- | ------------ |
| Sebring      | Phil Hill Chuck Daigh Dan Gurney Olivier Gendebien | Ferrari      |
| Targa Florio | Edgar Barth Wolfgang Seidel                        | Porsche      |
| Nürburgring  | Stirling Moss Jack Fairman                         | Aston Martin |
| Le Mans      | Carroll Shelby Roy Salvadori                       | Aston Martin |
| Goodwood     | Stirling Moss Jack Fairman Carroll Shelby          | Aston Martin |

## Märkes-VM
| Plats | Märke        | Poäng |
| ----- | ------------ | ----- |
| 1     | Aston Martin | 24    |
| 2     | Ferrari      | 18    |
| 3     | Porsche      | 18    |
| 4     | Maserati     | 2     |
| 5     | Alfa Romeo   | 1     |
| 6     | Lola         | 1     |